# Nazi
Nazi (Plural Nazis, historisch in Österreich auch Nazi) ist ein Kurzwort für einen Anhänger des Nationalsozialismus. Ähnliche Verkürzungen finden sich in den Begriffen wie Nazismus oder Entnazifizierung. Heute wird es umgangssprachlich meist abwertend und teilweise auch zur Bezeichnung von Fanatikern anderer Art gebraucht.

## Begriffsgeschichte und -verwendung
Nazi war ursprünglich eine Koseform des Vornamens Ignaz, der in Bayern und Österreich häufig war. So wurde etwa Ludwig Thomas Bauernschwank Der Schusternazi 1905 im Theater am Gärtnerplatz in München uraufgeführt. Abwertend gebraucht wurde der Begriff für eine einfältige, törichte Person und für Deutsch-Österreicher sowie Deutsch-Böhmen.

„Wenn man nämlich unter dem ‚Nazi‘ den Deutschoesterreicher und Deutschböhmen versteht, dann ist es eine schwere Ungerechtigkeit, ihn für das Versagen des habsburgischen Bundesgenossen verantwortlich zu machen.“

Noch im Jahr 1926 benutzte der Journalist und Schriftsteller Kurt Tucholsky, unter dem Pseudonym Ignaz Wrobel schreibend, in einer Rezension des Schwejk den Begriff in diesem Sinne:

„Könnte der deutsch-nationale Student lesen und läse er dieses Buch, so wäre er schnell bei der Hand, etwa zu sagen: ‚Solch einen Feldkuraten hats sicherlich nicht einmal bei den Nazis gegeben.‘“

Allerdings wurde in den Jahren 1926 und 1927 der Begriff Nazi schon vermehrt von den Anhängern und für die Anhänger der NSDAP verwendet. So heißt es in einem Artikel des Berliner Tageblatts vom August 1926 mit Verweis auf das nationalsozialistische Wochenblatt Berliner Arbeiterzeitung aus dem Kampfverlag Gregor Strassers:

„Die ‚Berliner Arbeiterzeitung‘ weist in ihrem Textteil auf dieses wichtige Inserat hin, das den Ortsgruppen ein Sonderangebot zur Einkleidung ihrer Mannen macht und, wie das Blättchen betont, alle Artikel umfasst, die für den kampffreudigen ‚Nazi‘ – dieser Kosename wird in der Preisliste mit Vorliebe verwandt – zu seiner Ausrüstung notwendig sind. Da wird neben Hitler-Hemden, ‚Nazi-Bierzipfeln‘, Waffenröcken und Patronentaschen insbesondere das folgende Rüstzeug empfohlen (…)“

Gelegentlich findet sich auch die Bezeichnung „Nazi-Sozi“, so in der Badischen Presse vom Januar 1927 über einen Winterurlaub in Bayern:

„Da lernt man das grimmige, frohe Lachen, den Ehrgeiz gegenüber der Jugend, und bei der nächsten Abfahrt schimpft man siegesstolz den vorhergegangenen Umstürzler genauso überzeugt wie der Nazi-Sozi den Sozi.“

Joseph Goebbels veröffentlichte 1927 in Elberfeld eine Schrift mit dem Titel Der Nazi-Sozi. Fragen und Antworten für den Nationalsozialisten.
Im Jahr 1928 taucht der Begriff Nazi schon häufiger in den Blättern der NSDAP und der übrigen Presse auf. So berichtete das SPD-Parteiorgan Vorwärts (Deutschland) im April 1928 von einem „Nazi-Aufmarsch“ in Bayern. Die konservative Deutsche Allgemeine Zeitung schrieb wenig später:

„Ueber Hitler selbst und seine ‚Nazis‘, wie man in Bayern sagt, sind wohl nicht mehr viele Worte zu verlieren. Diese Leute haben, wie sich gezeigt hat, nicht mal das Talent, einen Putsch zu machen.“

In den Folgejahren nahm der Gebrauch des Begriffs Nazi in der deutschen Presse stark zu. Finden sich für das Jahr 1929 erst 93 Fundstellen im Deutschen Zeitungsportal der Deutschen Digitalen Bibliothek, waren es 1930 schon 658 und 1931 bereits 1223.
Im Februar 1930 wandte Tucholsky den Begriff erstmals auf Nationalsozialisten an:

„Die tiefe Blutsverwandtschaft zwischen diesen Richtern und allem, was Militär heißt, ist evident; man hat das ja wieder aus den letzten Prozessen gegen die Nazis gesehen.“

Im Illustrierten Lexikon der deutschen Umgangssprache von Heinz Küpper steht 1984, sinngemäß übereinstimmend mit dem Historical Dictionary of German Figurative Use von Keith Spalding (Oxford 1984): „Die Verkürzung ‚Nazi‘ bezog sich 1903 auf die ‚Nationalsozialen‘ unter Friedrich Naumann.“ Die erste bekannte Verwendung des Wortes Nationalsozialist ist laut Angaben der Sprachberatung der Universität Vechta noch älter; so wies Cornelia Berning nach – im Deutschen Adelsblatt 1887 unter der Überschrift Fürst Bismarck der erste Nationalsozialist.

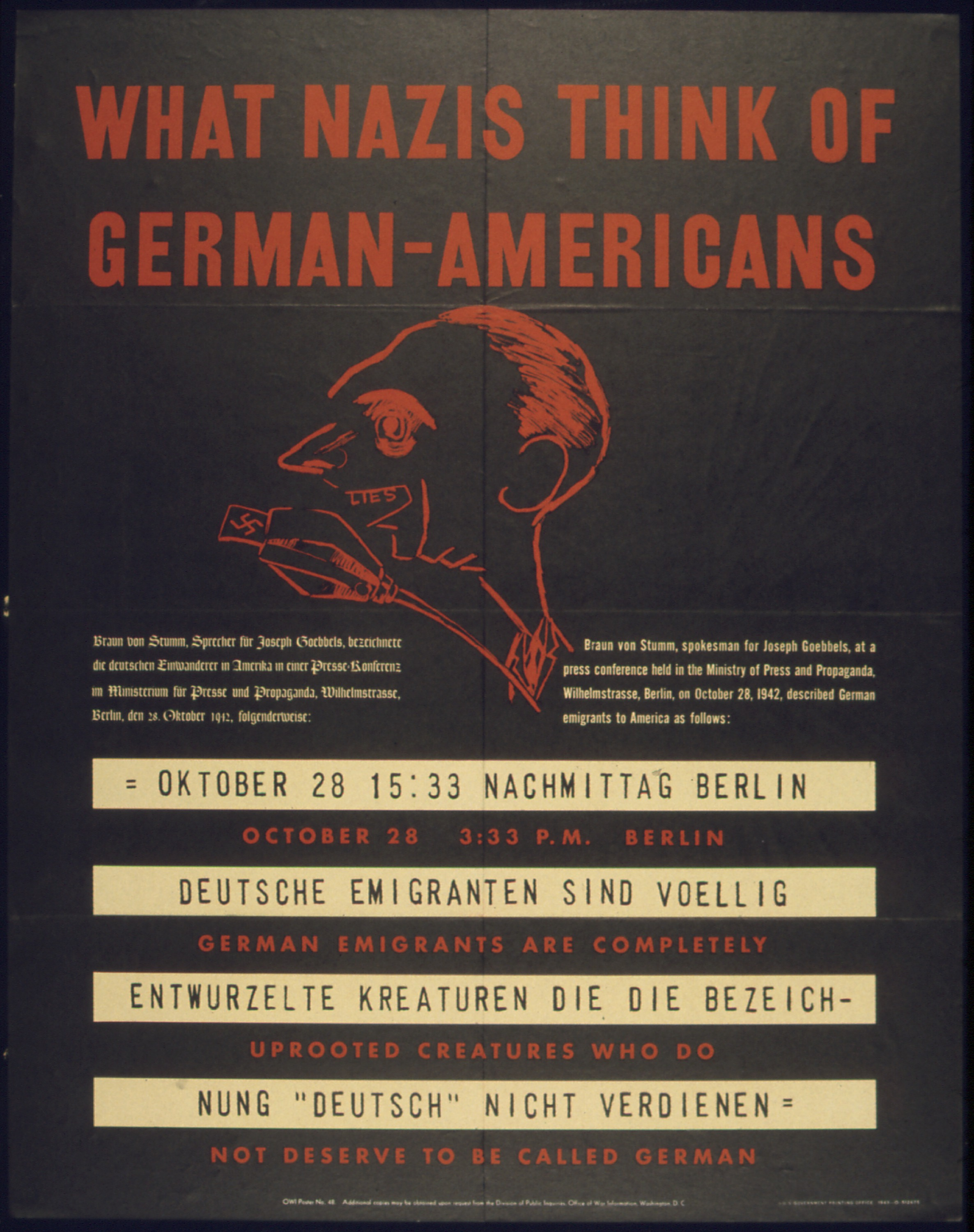
Im Auftrag des United States Office of War Information (OWI) herausgegebenes Poster: What Nazis think of German-Americans – „Was Nazis von Deutschamerikanern halten“, auf eine Rede von Gustaf Braun von Stumm Bezug nehmend.

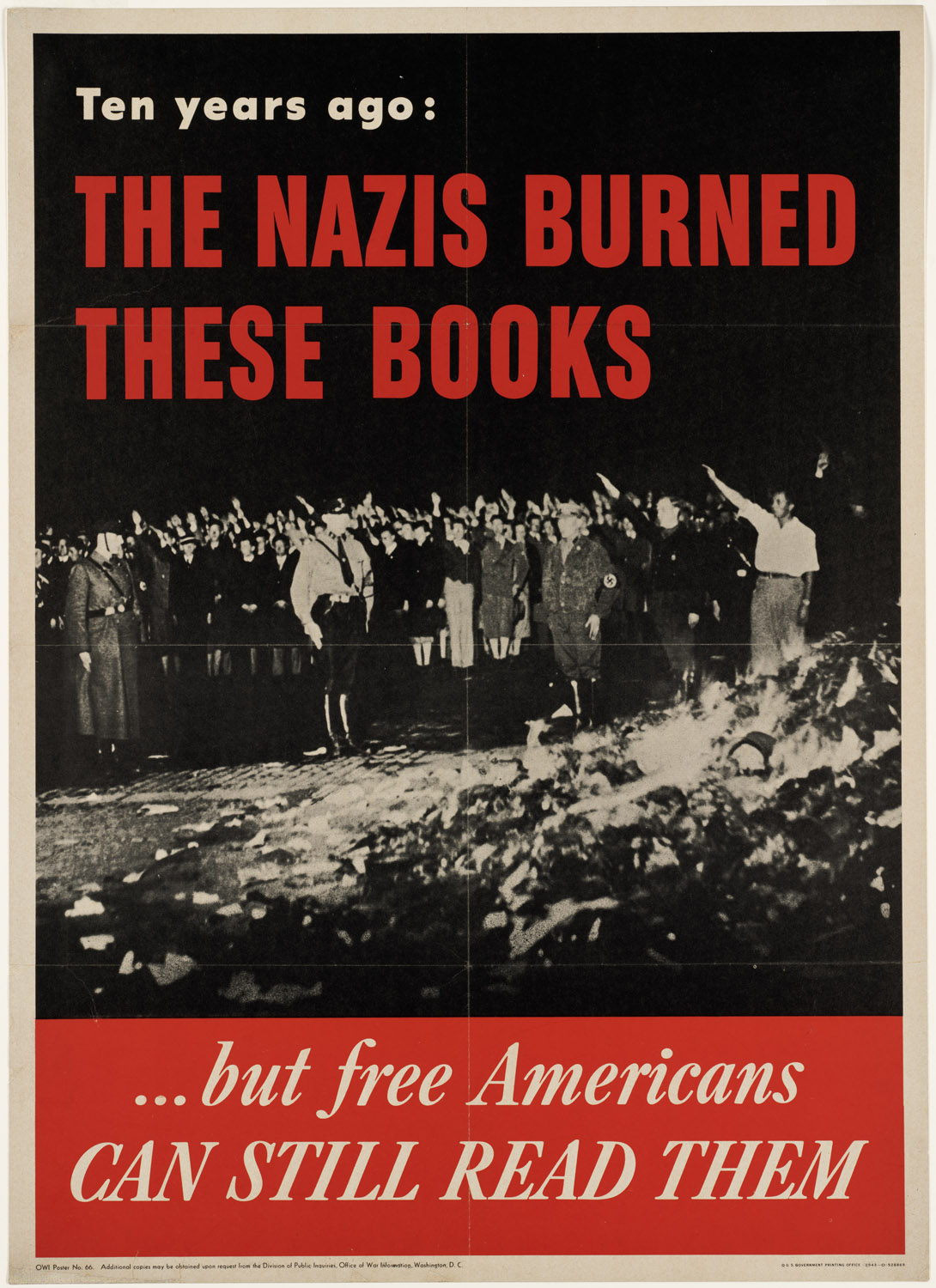
1943 im Auftrag des OWI herausgegebenes Poster: Ten years ago, the Nazis burned these books… but free Americans can still read them – „Vor zehn Jahren verbrannten die Nazis diese Bücher … aber freie Amerikaner können sie immer noch lesen.“

Ab etwa 1930 wurde der Ausdruck in Analogie zu Sozi (Sozialist oder SPD- bzw. SPÖ-Anhänger) schärfer distanzierend für die Anhänger Adolf Hitlers gebraucht. Nach dem Zweiten Weltkrieg entstand auch die Wortschöpfung Entnazifizierung, womit in erster Linie die systematische Entfernung von Nationalsozialisten aus öffentlichen Ämtern gemeint war.
Der amerikanische Journalist Ron Rosenbaum meinte 1998  in seinem Buch Explaining Hitler: The Search for the Origins of His Evil, dass Naso eine übliche Abkürzung für Nationalsozialist gewesen sei, bis der Journalist Konrad Heiden das Wort Nazi in seinen Artikeln popularisiert habe, wohl wissend um seine angeblich negative Konnotation in Bayern.
In realsozialistischen Systemen, beispielsweise der DDR, wurden offiziell sowohl die Begriffe Nazi(s) und Nazismus als auch die Bezeichnungen Nationalsozialist(en) und Nationalsozialismus vermieden, vermutlich wegen des dort stets affirmativ verwendeten Wortbestandteils -sozialismus. Genutzt wurden stattdessen die Bezeichnungen Faschist(en) und Faschismus.
Die Zusammensetzung Neonazi bezeichnet heute einen Anhänger nationalsozialistischen Gedankenguts, der die Zeit des Nationalsozialismus nicht selbst erlebt hat; Altnazis haben hingegen ihre Gesinnung nach 1945 nicht abgelegt.

### Spezialfall Schweizerdeutsch
In der Schweiz wurde zum Beispiel die in Basel und Zürich bis 1976 erschienene linksliberale National-Zeitung, ein Vorläuferblatt der Basler Zeitung, umgangssprachlich insbesondere auch in der Kinder-Beilage als Nazi-Zyttig bezeichnet, wie auch die Schweizerische Fussball-Nationalmannschaft als Nati bezeichnet wird, was nur mit einem geringfügig kürzeren Vokal a als bei Nazi ausgesprochen wird. Beides hat mit der Bezeichnung als Nationalsozialist nichts zu tun.

## Begriffsverwendung im nichtdeutschen Sprachraum
Im angelsächsischen (und internationalen) Sprachgebrauch findet sich die Kurzform Nazi wesentlich häufiger als die Herkunftswörter und wird auch zur Bezeichnung der damaligen Politik, Ideologie und Kriegsführung gebraucht.
So teilte die Sprachauskunft der Universität Vechta mit: „Einige wenige Nazi-Belege für die Zeit nach 1945, meist Hinweise darauf, dass das Wort als Fremdwort im Englischen, auch im Französischen oder im Türkischen zu finden ist, bietet das Archiv der Gesellschaft für deutsche Sprache in Wiesbaden.[…]“ In der Kölnischen Rundschau vom 18. September 1998 stand ein Artikel über deutsche Fremdwörter im amerikanischen Englisch, der unter anderem folgenden Abschnitt enthielt: „Eine befremdliche Karriere hat […] das Wort ‚Nazi‘ gemacht. In den nördlichen US-Bundesstaaten versteht man darunter wertfrei jede Art von Fanatiker. Ein ‚tobacco nazi‘ ist ein leidenschaftlicher Raucher, ein ‚jazz nazi‘ ein Jazz-Fetischist.“ Diese Darstellung nannte Colin McLarty von der Case Western Reserve University (Cleveland, Ohio) teilweise falsch und merkte an, dass ein tobacco nazi nicht jemand sei, der gerne raucht, sondern im Gegensatz rigoros die Einhaltung von Rauchverboten erzwinge. Ein jazz nazi sei nicht lediglich ein passionierter Jazzliebhaber, sondern intolerant gegenüber jeder anderen Art von Musik. Man solle daher das amerikanisch-englische Wort Nazi, welches alles andere als „wertfrei“ sei, am ehesten mit „Fanatiker“, „Extremist“ oder „Fundamentalist“ übersetzen.

### Slang- oder Jargon
Jargonbegriffe wie etwa „Grammatiknazi“ (engl. grammar nazi) lösten nach Medienberichten 2015 in Russland aufgrund sprachlicher Missverständnisse staatliche Ermittlungen aus.